# Montagne aux Érables
Ne doit pas être confondu avec Montagne des Érables.
La montagne aux Érables est une montagne située à Notre-Dame-du-Rosaire dans la MRC de Montmagny, dans la région administrative de Chaudière-Appalaches, au Québec, au Canada.

## Toponymie
Le nom de la montagne aux Érables est officialisé le 6 décembre 1970 à la Commission de toponymie du Québec.

## Géographie
La montagne fait partie des monts Notre-Dame.